# 科尔特斯 (市镇)
科尔特斯是巴西伯南布哥州的一个市镇。总面积101平方公里，总人口11616人，人口密度115人/平方公里。